# Пипин I (король Аквитании)
Пипин I (фр. Pépin; 797 — 13 декабря 838, Пуатье) — король Аквитании с 814 года из династии Каролингов; второй сын императора Людовика I Благочестивого и Ирменгарды из Хеспенгау.

## Биография

### Правление

#### Раздел Франкского государства (817 год)
Почти сразу же после получения престола Франкского государства, Людовик I Благочестивый в августе 814 года произвёл своих старших сыновей в правители различных областей Империи, в том числе Пипин I стал наместником королевства Аквитания, которым, до того как стать императором, управлял сам Людовик I.
В июле 817 года император Людовик официально закрепил разделение королевства, принятием на генеральном сейме в Ахене акта «О порядке в Империи» (лат. Ordinatio imperii). Согласно ему, власть во Франкском государстве разделялась между Людовиком Благочестивым и его сыновьями: старший — Лотарь I — получал большую часть государства (в том числе Италию, Нейстрию, Австразию и многие германские области) и становился соправителем отца; Пипин I получал Аквитанию, Гасконь, Тулузскую марку, а также 4 графства: Каркассон в Септимании, Отён, Авалон и Невер в Бургундии; младший сын — Людовик II Немецкий — получал Баварию и Каринтию. Раздел обговаривался рядом условий, например, что владения младших сыновей императора Людовика, в случае их смерти, не будут переходить к их наследникам, а будут разделены между Лотарем I и оставшимся в живых братом.
В августе этого же года Пипин I был коронован королём Аквитании и, вместе со своими советниками (среди которых были граф Тулузы Беренгер Мудрый и Эрмольд Нигелл), отправлен отцом в своё королевство.

#### Первая половина правления
Уже в 818 году против Пипина I поднял восстание герцог Гаскони Луп III Центулл и в 819 году королю Аквитании пришлось предпринять активные действия для подавления мятежа: Пипин с войском вторгнулся в Гасконь, дойдя до Кастильоне-сюр-Дордонь. По его приказу графы Беренгарий Тулузский и Гверин Прованский продолжили военные действия, во время которых Луп III был пленён и отправлен в изгнание. Новым герцогом Гаскони был поставлен Аснар I Санчес, но в западной Гаскони последние антифранкские выступления прекратились только в 820 году. Несмотря на подавление восстания, власть королей Франкского государства над Арагоном и Наваррой так и не была восстановлена.
Летом 822 года Пипин I участвовал в заседании генерального сейма в королевском пфальце Аттиньи, на котором император Людовик I Благочестивый публично покаялся за жестокость, проявленную по отношению к королю Бернарду Итальянскому и его сторонникам. В сентябре этого же года Пипин женился на Рингарде, дочери графа Мадрие Теодеберта.
В 824 году Пипин Аквитанский, в свите императора Людовика I, вместе со своим братом Людовиком Баварским, принял участие в успешном походе в Бретань, против поднявшего мятеж графа Вимарка (описание этого похода и роли в нём Пипина сохранилось в поэме Эрмольда Нигелла «Прославление Людовика»).
В 828 году император Людовик I Благочестивый направил короля Италии Лотаря I во главе большого войска в Испанскую марку. По пути Лотарь соединился с войском Пипина I для отражения возможного вторжения мусульман, но нападения так и не последовало. Между тем в Гаскони вспыхнули новые беспорядки, которые с различной интенсивностью продолжались до самого конца правления Пипина.

#### Смута 830—834 годов
В 830 году император Людовик начал поход против бретонцев. Пипин был обеспокоен тем, что война развернулась у самых границ его королевства. Вместо того чтобы идти со своей армией на помощь отцу, он поднял мятеж, и через Орлеан двинулся на Париж. Императорские войска перешли на его сторону. Его старший брат Лотарь принял сторону Пипина и объявил, что будет защищать тот раздел земель, который был установлен в 817 году. Другой брат, Людовик Немецкий, находившийся при своём отце, тайно бежал из его лагеря и также присоединился к Пипину. Не имевший достаточной армии император Людовик решил покориться. Между тем Пипин узнал, что Юдифь скрывается неподалёку от Компьена в одном из монастырей. Императрицу привезли в лагерь и предложили на выбор — или сделаться монахиней или внушить мысль о пострижении самому императору. С этими предложениями императрица была препровождена в стан к своему супругу. Людовик отвечал, что он не может решиться на пострижение без согласия вельмож и епископов обеих сторон. После того как императрица возвратилась с этим ответом к Пипину, её отослали в Пуатье, и постригли в монастыре святой Родегонды. После этого Пипин созвал в Компьене съезд вельмож, который лишил императора Людовика его верховной власти и передал её Лотарю. Последний, впрочем, удержался на престоле совсем недолго. На съезде в Нимвеген Людовик Немецкий и Пипин, недовольные положением старшего брата, вступились за отца. Опираясь на эту поддержку, приверженцы старого императора получили перевес над его противниками. Съезд единогласно решил возвратить Людовику всю прежнюю власть и отдать ему жену. Решение это стало полной неожиданностью для Лотаря, но он не решился на войну с отцом и братьями. Прежний порядок был восстановлен, а Юдифь с большими почестями доставлена из монастыря.
В 831 году император Людовик произвёл новый раздел империи, выделив королевство для сына от второго брака, Карла. Первым проявил своё недовольство этим решением Пипин, чувствовавший более других подозрительное нерасположение отца и ненависть мачехи. В октябре 831 года он отказался приехать в Тионвиль на очередной съезд. Людовик внешне отнёсся к этому спокойно, но два месяца спустя, когда Пипин приехал в Ахен, его задержали и отдали под стражу. Он бежал ночью с несколькими спутниками и вернулся в своё королевство. В сентябре 832 года орлеанский съезд лишил Пипина королевского титула, Аквитанию Людовик передал Карлу. Пипина схватили и вместе с семьёй отправили в Трир. Он, однако, опять сумел бежать, вернулся в Аквитанию и поднял здесь новое восстание. Его поддержал и Людовик Немецкий. Из-за начавшейся зимы Людовик не мог подавить мятеж в самом его начале. Зимой Пипина поддержали Лотарь и папа Григорий IV. Весной 833 года Лотарь перешёл через Альпы и соединился с Пипином и Людовиком Немецким неподалёку от Кольмара на равнине, называвшейся Красным полем. В июне привёл туда свои войска Людовик Благочестивый, но вместо того, чтобы немедленно начать сражение, начал с сыновьями переговоры. Эта отсрочка погубила его дело. Сыновья, начав для виду совещаться о мире, более старались о том, чтобы обратить на свою сторону тех вельмож, которые остались верны императору. Пользуясь поддержкой папы, а также всеобщим нерасположением к Юдифи, они очень быстро преуспели в своём деле. Один за другим вельможи стали покидать Людовика и переходить в лагерь его сыновей. Прошло всего несколько дней, и император остался без своей армии — его окружала лишь горстка воинов и несколько епископов. 29 июня император с женой, младшим сыном и небольшой, свитой приехал в лагерь сыновей и отдался в их руки. Юдифь была отправлена за Альпы и заключена в Тортоне. Людовика отправили в Суассон и держали под стражей в монастыре святого Медарда, а Карла отвезли в аббатство Прюм.
Но вскоре Пипин и Людовик Немецкий, недовольные поведением старшего брата Лотаря, поссорились с ним и перешли на сторону отца. 1 марта 834 года император Людовик был освобождён из заточения и помирился с младшими сыновьями. Пипин был восстановлен в прежнем статусе короля Аквитании.

#### Последние годы правления
После прекращения смуты, Пипин I вернулся в Аквитанию и занялся управлением своим королевством.
Продолжала оставаться напряжённой ситуация в Гаскони. Беспорядки ещё более усилились во время войны в Франкском государстве между императором Людовиком Благочестивым и его сыновьями и в 836 году переросли в открытое восстание. При его подавлении погиб герцог Гаскони Аснар Санчес и новым герцогом, несмотря на возражения Пипина, был поставлен брат погибшего, Санчо II, отношения с которым у короля Аквитании были почти враждебными.
Несмотря на поддержку, которую Пипин I оказал своему отцу в борьбе с Лотарем I, Людовик I Благочестивый не оставил намерений наделить своего младшего сына, Карла, достойным наделом, в первую очередь за счёт владений короля Аквитании. На генеральном сейме в Ахене в 837 году, в присутствии Пипина и Людовика Баварского, состоялась церемония опоясывания Карла мечом (знак достижения им совершеннолетия) и здесь же император объявил о создании нового герцогства — Нейстрии, в которое вошли ряд территорий к северу от Луары, ранее принадлежавшие Пипину. Правителем герцогства был назначен Карл. Вся местная знать присягнула ему как своему новому сюзерену. В 838 году от Аквитанского королевства в пользу Герцогства Нейстрия были отделены ещё несколько областей. При этом ничего не известно о том, чтобы Пипин I выказывал недовольство действиями Людовика I по уменьшению своих владений.
13 декабря 838 года Пипин I неожиданно умер и был похоронен в Пуатье, в соборе Сен-Круа на территории монастыря Святой Радегунды.
Во время своего правления Пипин I проявил себя как сторонник образованности и покровитель Церкви (хотя с последней у него и были трения в последние годы жизни). Лицом, долгие годы приближённым к королю Аквитании, был поэт Эрмольд Нигелл, а епископ Орлеана Иона посвятил Пипину своё сочинение «О королевской власти» (De institutione regia).

### Семья
Жена: (с сентября 822 года) Рингарда/Ингельтруда, дочь Теодеберта, графа Мадри
- Пипин II (ок.823 — после 864), король Аквитании в 838—852
- Карл (825/830 — 4 июня 863), архиепископ Майнца с 856
- (?) Берта (ум. в 874); муж: граф Оверни Жерар I (ум. 25 июня 841)[4][5]
- (?) дочь; муж: граф Лиможа Ратье (ум. 25 июня 841)[4]